# Седисвакантные монеты

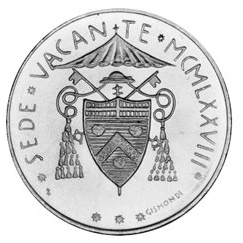
Седисвакантная серебряная монета, выпущенная в период с 28 сентября по 16 октября 1978 года между понтификатом Иоанна Павла I и Иоанна Павла II

Седисвакантные монеты (от лат. Sede Vacante — вакантный престол) — монеты Папской области, Ватикана и епископств, чеканка которых происходила в период, когда папский или епископский престол пустует. Монеты чеканились коллегией кардиналов или соборным капитулом.
На седисвакантных монетах Папской области и Ватикана изображены, как правило, ключи святого Петра, круговая легенда «Sede Vacante» и герб папского камерария, управляющего финансами и имуществом папского двора. На джулио 1521 года, например, это был герб кардинала Франческо Армеллини, на джулио 1555 и 1559 годов — герб кардинала Гвидо Асканио Сфорцы.
Ватикан также выпускает седисвакантные монеты: в 5 и 10 лир по поводу пустующего престола в 1939 году, монеты в 500 лир в 1958, 1963 и 1978 годах, 1, 2, 5, 10, 20, 50 центов и 1 и 2 евро в 2005 году, 2 евро в 2013 году.
На седисвакантных монетах монастырских и соборных капитулов часто изображался соответствующий святой покровитель, например, на монете в 3 пфеннига епископства Падерборнского 1761 года — святой Либорий и круговая легенда «MON (ets): CAT (hedralis) PAD (erbonensis). Sede Vacante» (лат. «Монета Падерборнского кафедрального собора, вакантный престол»).